# Willoughby Shortland

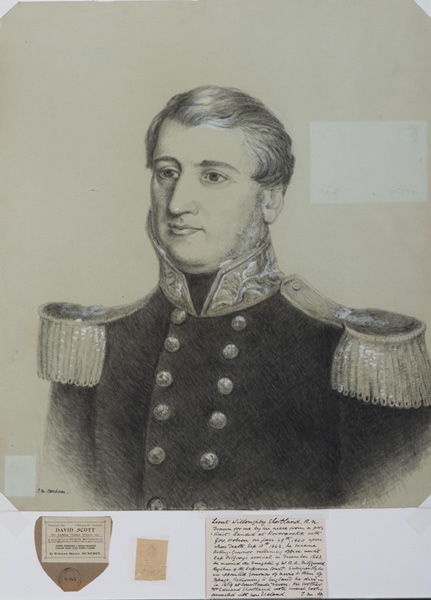
Willoughby Shortland

Willoughby Shortland (* 30. September 1804 in Plymouth, Devon; † 7. Oktober 1869 Courtlands, Devon) war ein britischer Offizier der Royal Navy und Kolonialbeamter, der in seinen Dienststellungen als Neuseelands erster Kolonialsekretär, Präsident der Insel Nevis und Gouverneur von Tobago bekannt wurde.

## Frühes Leben und Marinekarriere
Shortland war der Sohn von Captain Thomas George Shortland, Gutsherr von Courtlands in Devon. Seine Brüder waren Edward Shortland (1812–1893) und Peter Frederick Shortland (1815–1888). Sein Großvater war John Shortland (1739–1803) und sein Onkel John Shortland (1769–1810). Willoughby wurde am Royal Naval College ausgebildet und trat am 9. Januar 1818 in den aktiven Dienst über. Am 18. August 1828 wurde er zum Lieutenant ernannt und diente zunächst auf der Galatea (42 Kanonen) und im folgenden Jahr auf der Ranger (28 Kanonen), die zur Jamaika-Station kommandiert waren. Sein erstes Kommando war 1830 der Schoner Monkey. Am 21. März 1831 übernahm er das Kommando über die Skipjack, einen Schoner mit 5 Kanonen, und blieb mit ihr bis Juni 1833 in Westindien.

## Im Kolonialdienst

### Neuseeland
1839 begleitete er William Hobson, den ersten Gouverneur Neuseelands, in die zukünftige Kolonie, die damals allerdings noch nicht von in britischen Besitz genommen worden war. Hobson ernannte Shortland zum Kolonialsekretär und Magistrat (Richter). Der frühe Gerichtsprozess im Zusammenhang mit der Ermordung des europäischen Hirten Patrick Rooney durch den Ngāpuhi Kihi, der von anderen Ngāpuhi entdeckt und den Behörden in Kororareka übergeben wurde, wurde von Shortland bearbeitet. Shortland befand sich am 20. April 1840 mitten in der richterlichen Untersuchung der Anklage gegen Kihi, als Haratua, ein Häuptling der Ngāpuhi, mit etwa dreihundert bewaffneten Kriegern eintraf und einen Haka begann. Shortland, der glaubte, die Krieger hätten feindliche Absichten, schickte nach Truppen. Edward Marsh Williams, der als Zeuge anwesend war, Māori sprach und die Maori-Kultur besser verstand, stellte allerdings klar, dass Haratua und die Krieger keine feindseligen Absichten hatten und nur gekommen waren, um ihre Abscheu vor dem Mord öffentlich zu zeigen. Edward Williams überredete Haratua und die Krieger abzuziehen und klärte sie darüber auf, dass der Ruf nach Truppen durch Shortland lediglich auf dessen Unkenntnis der Māori-Kultur herrührte.
Shortland reiste weiter nach Port Nicholson, Wellington, und die dort lebenden Engländer erkannten die Autorität von Königin Victoria und die Ernennung von Shortland zum Richter bereitwillig an. Am 3. Mai 1841 wurde Shortland dann zum ersten Kolonialsekretär und aufgrund seines Postens zum Mitglied des General Legislative Council ernannt.
Nach dem Tod von Hobson am 10. September 1842 verwaltete Shortland die Regierungsgeschäfte in Neuseeland bis zur Ankunft von Robert FitzRoy am 31. Dezember 1843. Während Shortlands vorübergehender Regierung fand am 17. Juni 1843 die Wairau-Affäre statt und in seinen Berichten gegenüber der britischen Regierung drückte Shortland seine Missbilligung über das Verhalten der Siedler aus, denen er das Massaker zuschrieb. Diese Aktion machte ihn unbeliebt, und als ein Bericht über seine Ernennung zum Gouverneur von Neuseeland in Umlauf gebracht wurde, wurde eine Petition mit der Forderung aus Auckland verschickt, dass er nicht ernannt werden möge. Am 31. Dezember 1843 wurde er von FitzRoy aus dem Kolonialsekretariat entlassen.

### Nevis und Tobago
1845 wurde er Präsident der Insel Nevis auf den Leeward-Inseln. Danach war er vom 10. Januar 1854 bis 1856 Vizegouverneur von Tobago. Am 1. Juli 1864 wurde er im Rang eines Commander im Ruhestand versetzt. Er kehrte dann nach England zurück und lebte bis zu seinem Tod auf seinem Anwesen Courtlands in Charleton bei Kingsbridge in Devon.

### Familie und Tod
Er heiratete 1841 in Auckland Isabella Kate Johnston, Tochter von Robert A. Fitzgerald, Gutsherr von Geraldine im irischen County Limerick. Er starb am 7. Oktober 1869 auf Courtlands.